# The Punisher (игра, 1990)
The Punisher — видеоигра по мотивам комиксов Marvel про Карателя, разработанная Beam Software для игровой консоли NES и изданная LJN Toys в 1990 году.

## Сюжет и игровой процесс

Кадр из игры.

The Punisher — шутер от третьего лица. Игровой процесс напоминает Operation Wolf: камера медленно перемещается вдоль уровня, на котором появляются противники, управляя курсором-прицелом, игрок отстреливает врагов и собирает бонусы. Однако в отличие от Operation Wolf, в которой присутствовала возможность вести огонь из светового пистолета, The Punisher управляется исключительно джойстиком. Каратель способен перемещаться вдоль нижней кромки экрана, тем самым уходя с линии огня и меняя собственный угол атаки.
Местом действия являются районы Нью-Йорка. На уровнях присутствует множество предметов, которые можно разрушить и получить при этом бонус. В игре 6 миссий, каждая из которых разбита на 2 уровня, а последняя — на 3; завершаются миссии схваткой с боссом, для которого выделен отдельный уровень. В качестве финального босса выступает Кингпин, бой с ним отличается крайней сложностью.

## Критика
В 2013 году Фред Рохас из Gaminghistory101 положительно оценил графические возможности игры и отметил интересное дополнение к традиционному формату светового пистолета. Он также выделил элемент рукопашного боя, который необходим для прохождения двух битв с боссами и требует от игрока не только метких навыков стрельбы. Однако критике подвергся недостаток музыкального сопровождения: «Все уровни кажутся пугающе тихими, а саксофонист, появляющийся в самых неожиданных местах, обеспечивает единственную паузу в действии, но его мелодия недостаточно интересна, как и отсутствует стимул сохранить ему жизнь». Рохас раскритиковал битву с Кингпином за чрезмерную сложность, но всё же назвал игру жемчужиной среди игр для Nintendo.
Рецензент сайта Videogamechoochoo.com Райан выразил разочарование решением разработчиков зафиксировать Карателя в нижней части экрана с возможностью перемещения из стороны в сторону, что привело к появлению «одного из немногих» рельсовых шутеров для NES. По его словам: «Причина очевидна — попытка одновременно уклоняться от пуль и управлять прицелом, используя только крестовину, превращается в неуклюжий и мучительный процесст». Он раскритиковал отсутствие саундтрека: «Есть тема заставки и тема меню, которая повторно используется для битв с боссами, и это всё. Единственные звуки, сопровождающие игрока на уровнях — звуки выстрелов и взрывов. Иногда появляется блюзовый джазмен, исполняющий мрачную 8-битную мелодию на саксофоне, но как и всё остальное в игре, его можно просто уничтожить, заставив замолчать навсегда». Райан положительно оценил точное изображение Карателя, насилие, которое он совершает, его противников, а также графику. Его удивило количество одновременных действий на экране.
Пэт Контри в антологии Ultimate Nintendo характеризует The Punisher как рельсовый шутер с неоднозначным игровым процессом. С точки зрения критика, управление стрельбой стандартное и работает «нормально», однако перемещение персонажа для уклонения от атак слишком медленное. Контри раскритиковал монотонность из-за ограниченного разнообразия противников и резкие перепады сложности между уровнями. По мнению рецензента, графика недостаточно четкая, а почти полное отсутствие музыки создаёт зловещую, но скучную атмосферу. Критик также отметил необычную для платформы NES жестокость игры.

## Другие версии игры
В 1990 году MicroProse выпустила версию игры для DOS и Amiga, которая отличается от NES версии тем что в ней есть три различных режима игры: передвижение героя в «Battle Van», прогулка по улицам Нью-Йорка с выбором зданий и подводные миссии.
В 1991-м году игра была портирована на портативную игровую консоль Game Boy под названием The Punisher: The Ultimate Payback!. В игре в качестве камео появляется Человек-паук, финальным боссом выступает Пазл (Jigsaw).